# Nýdek
Nýdek (en polonais : Nydek ; en allemand : Niedek) est une commune du district de Frýdek-Místek, dans la région de Moravie-Silésie, en République tchèque. Sa population s'élevait à 2 071 habitants en 2021.

## Géographie
Nýdek est situé au nord-ouest des Beskides silésiennes, au pied du Velká Čantoryje (en polonais : Wielka Czantoria), dans un bassin formé par la Hluchová et ses affluents (Střelmá et Hoský potok). Au nord s'élèvent l'Ostrý (709 m) et le Czantoria Mała (865 m), au nord-ouest le Velká Čantoryje (995 m), au sud-ouest le Mionší (744 m) et le Velký Sošov (885 m), au sud le Polední (656 m) et à l'ouest le Prašivá hora (541 m).
Nýdek se trouve à 7 km à l'est-sud-est de Třinec, à 29 km à l'est de Frýdek-Místek, à 41 km à l'est-sud-est d'Ostrava et à 314 km à l'est-sud-est de Prague.
La commune est limitée par la Pologne au nord et à l'est, par Návsí au sud, et par Hrádek, Bystřice et Vendryně à l'ouest.

## Histoire
La première mention écrite de la localité date de 1430.

## Galerie

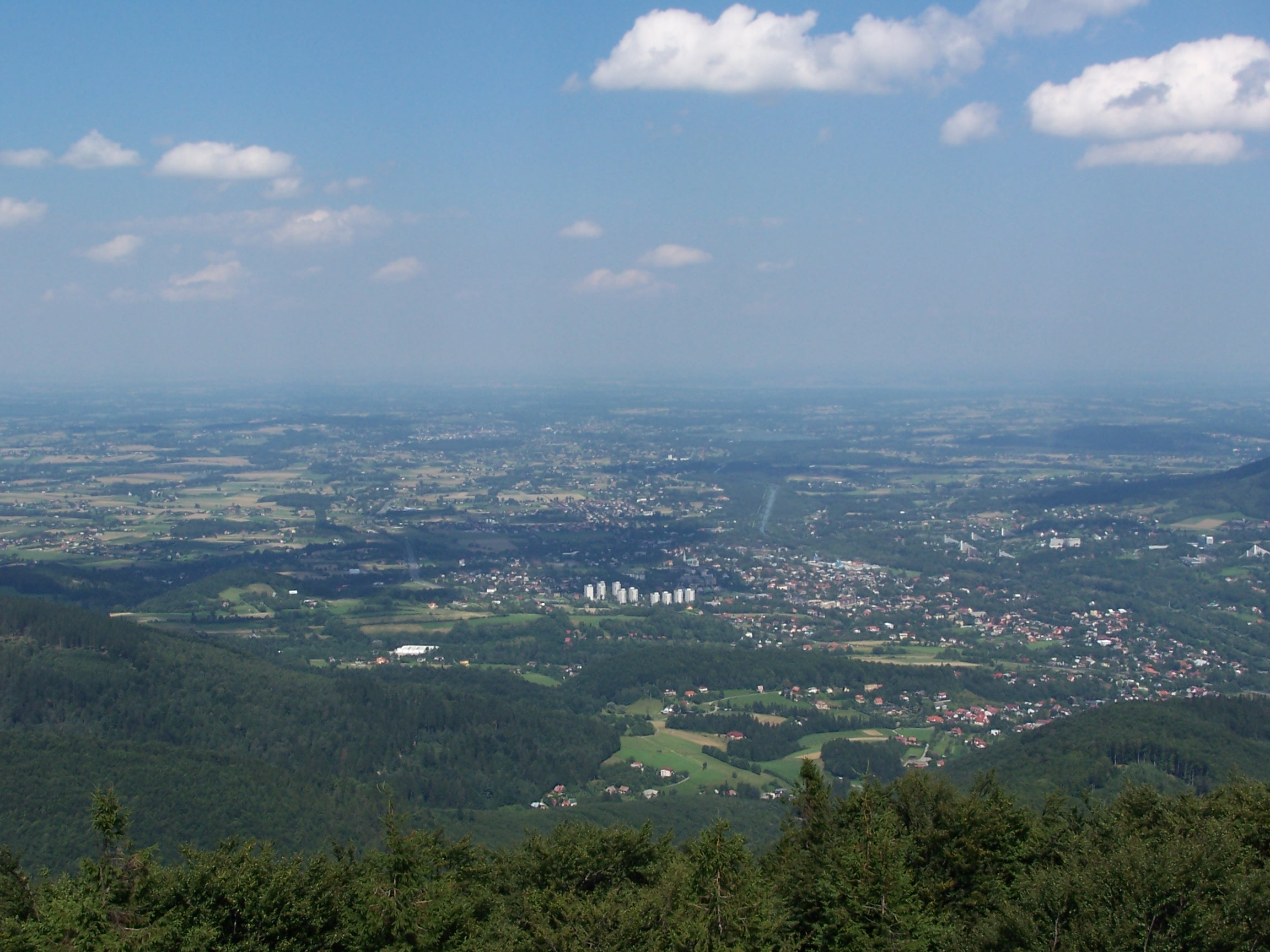
Vue depuis la tour d'observation sur le Velká Čantoryje (995 m).
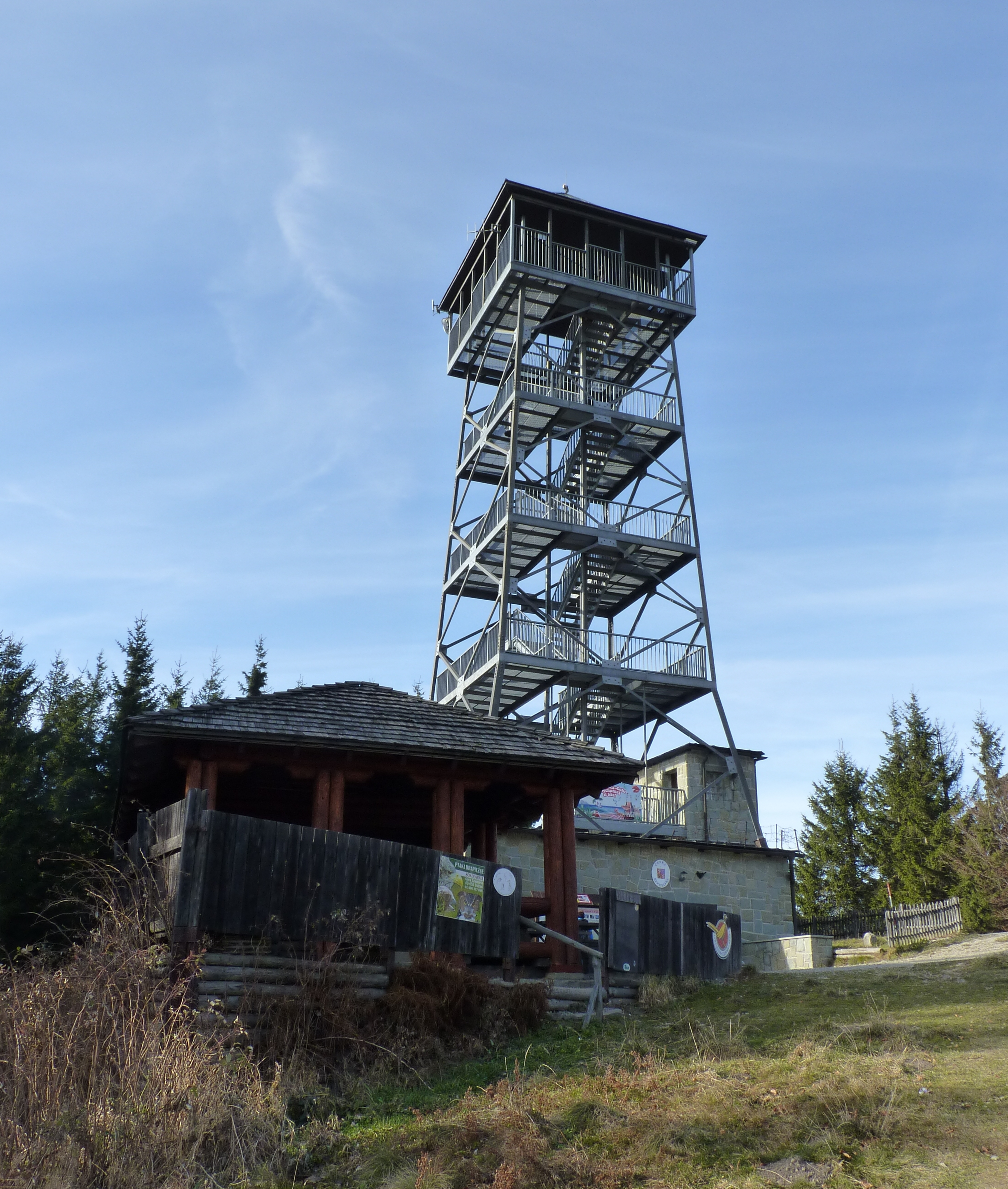
Tour d'observation de Čantoryje.

## Transports
Par la route, Nýdek se trouve à 10 km de Třinec, à 35 km de Frýdek-Místek, à 56 km d'Ostrava et à 387 km de Prague.